# Пальмас (Аверон)
Пальма́с (фр. Palmas) — колишній муніципалітет у Франції, у регіоні Окситанія, департамент Аверон. Населення — 324 осіб (2011).
Муніципалітет був розташований на відстані близько 500 км на південь від Парижа, 145 км на північний схід від Тулузи, 22 км на схід від Родеза.

## Історія
До 2015 року муніципалітет перебував у складі регіону Південь-Піренеї. Від 1 січня 2016 року належав до нового об'єднаного регіону Окситанія.
1 січня 2016 року Пальмас, Куссерг i Крюежуль було об'єднано в новий муніципалітет Пальма-д'Аверон.

## Демографія
Динаміка населення (INSEE ):
Розподіл населення за віком та статтю (2006):
| Стать | Всього | До 15 років | 15-24 | 25-44 | 45-64 | 65-85 | Понад 85 |
| --- | ------ | ----------- | ----- | ----- | ----- | ----- | -------- |
| Чоловіки | 165    | 47          | 8     | 62    | 32    | 12    | 4        |
| Жінки | 123    | 24          | 0     | 43    | 32    | 20    | 4        |
| \| Статево-вікова піраміда \| Статево-вікова піраміда \| Статево-вікова піраміда \| \| ----------------------- \| ----------------------- \| ----------------------- \| \| Чоловіки \| Вік \| Жінки \| \| 4 \| 85 + \| 4 \| \| 0 \| 80-84 \| 4 \| \| 8 \| 75-79 \| 12 \| \| 4 \| 70-74 \| 4 \| \| 0 \| 65-69 \| 0 \| \| 12 \| 60-64 \| 8 \| \| 0 \| 55-59 \| 8 \| \| 16 \| 50-54 \| 8 \| \| 4 \| 45-49 \| 8 \| \| 19 \| 40-44 \| 19 \| \| 16 \| 35-39 \| 8 \| \| 19 \| 30-34 \| 16 \| \| 8 \| 25-29 \| 0 \| \| 4 \| 20-24 \| 0 \| \| 4 \| 15-20 \| 0 \| \| 16 \| 10-14 \| 16 \| \| 19 \| 5-9 \| 8 \| \| 12 \| 0-4 \| 0 \| |        |             |       |       |       |       |          |
| Статево-вікова піраміда |        |             |       |       |       |       |          |
| Чоловіки | Вік    | Жінки       |       |       |       |       |          |
| 4 | 85 +   | 4           |       |       |       |       |          |
| 0 | 80-84  | 4           |       |       |       |       |          |
| 8 | 75-79  | 12          |       |       |       |       |          |
| 4 | 70-74  | 4           |       |       |       |       |          |
| 0 | 65-69  | 0           |       |       |       |       |          |
| 12 | 60-64  | 8           |       |       |       |       |          |
| 0 | 55-59  | 8           |       |       |       |       |          |
| 16 | 50-54  | 8           |       |       |       |       |          |
| 4 | 45-49  | 8           |       |       |       |       |          |
| 19 | 40-44  | 19          |       |       |       |       |          |
| 16 | 35-39  | 8           |       |       |       |       |          |
| 19 | 30-34  | 16          |       |       |       |       |          |
| 8 | 25-29  | 0           |       |       |       |       |          |
| 4 | 20-24  | 0           |       |       |       |       |          |
| 4 | 15-20  | 0           |       |       |       |       |          |
| 16 | 10-14  | 16          |       |       |       |       |          |
| 19 | 5-9    | 8           |       |       |       |       |          |
| 12 | 0-4    | 0           |       |       |       |       |          |

## Економіка
2010 року серед 194 осіб працездатного віку (15—64 років) 151 була активною, 43 — неактивними (показник активності 77,8%, у 1999 році було 76,8%). З 151 активної мешканців працювало 140 осіб (78 чоловіків та 62 жінки), безробітними було 11 (5 чоловіків та 6 жінок). Серед 43 неактивних 9 осіб було учнями чи студентами, 27 — пенсіонерами, 7 були неактивними з інших причин.

У 2010 році у муніципалітеті числилось 140 оподаткованих домогосподарств, у яких проживали 340,0 особи, медіана доходів виносила 17 712,5 євро на одного особоспоживача.